# Armorial des communes des Côtes-d'Armor
- il comporte peu ou pas de sources.
- certaines figures sont encore dans un format bitmap et doivent être vectorisées.

Cette page donne les armoiries (figures et blasonnements) des communes des Côtes-d'Armor.

(5 dessin(s) en attente.LLLST)
- Haut – A
- B
- C
- D
- E
- F
- G
- H
- I
- J
- K
- L
- M
- N
- O
- P
- Q
- R
- S
- T
- U
- V
- W
- X
- Y
- Z

## A
| Blason de Aucaleuc | Blason  | Tiercé en pairle renversé : au 1er d'hermine plain, au 2e d'azur à une épée d'argent renversée, au 3e de sable chargé d'un chardon au naturel.   |
| Blason de Aucaleuc | Détails | Armes parlantes (Aucaleuc est issu de l'ancien breton oscal, qui signifie « chardon ».). Approuvé par délibération du conseil municipal en 2016. |

Pas d'information pour les communes suivantes : Allineuc, Andel

## B
| Blason de Bégard | Blason  | Écartelé : au 1er et au 4e d'argent plain, au 2e et au 3e d'azur à la quintefeuille d'or.                                                        |
| Blason de Bégard | Détails | Brisure des armes du monastère cistercien de Bégard (XIIe siècle), par inversion des quartiers. Le statut officiel du blason reste à déterminer. |

| Blason de Belle-Isle-en-Terre | Blason  | De gueules au croissant d'argent accompagné de trois coquilles renversées d'or. |
| Blason de Belle-Isle-en-Terre | Détails | Le statut officiel du blason reste à déterminer.                                |

| Blason de Berhet | Blason  | Deux écus accolés : 1. De gueules au croissant d'argent accompagné de trois macles du même rangées en chef. 2. D'argent à trois fasces de gueules, au lion de sable armé, lampassé et couronné d'or brochant.            |
| Blason de Berhet | Détails | Reprise des armes, sculptées sur une pierre, de Merien Le Chevoir de Koadelan et celles de Marie de Kersalliou, membres de familles de la noblesse locale, jointes par leur mariage en 1365. Adopté par la municipalité. |

| Blason de Binic | Blason  | D'azur à deux poissons d'argent nageant l'un sur l'autre (superposés en fasce), au chef d'hermine. |
| Blason de Binic | Détails | Le statut officiel du blason reste à déterminer.                                                   |

| Blason de Bobital | Blason  | D'azur aux trois coquilles d'argent.             |
| Blason de Bobital | Détails | Le statut officiel du blason reste à déterminer. |

| Blason de Bourbriac | Blason  | D'argent à deux haches d'armes adossées de gueules. |
| Blason de Bourbriac | Détails | Le statut officiel du blason reste à déterminer.    |

| Blason de Bourseul | Blason  | Écartelé : au 1er d'argent à un chêne de sinople englandé de gueules, au 2e de gueules à trois étoiles d'argent, au 3e de gueules à une hermine passante d'argent colletée de la jarretière de Bretagne, au 4e coupé émanché d'azur et d'hermines. |
| Blason de Bourseul | Détails | Officiel du 4 août 1986. |

| Blason de Bréhand | Blason  | De gueules au léopard d'argent.                  |
| Blason de Bréhand | Détails | Le statut officiel du blason reste à déterminer. |

| Blason de Broons | Blason  | D'argent à l'aigle bicéphale de sable, becquée, membrée et armée de gueules, à la cotice du même brochant sur le tout. |
| Blason de Broons | Détails | Il s'agit des armes de Bertrand Duguesclin,. Le statut officiel du blason reste à déterminer. |
| Blason de Broons | Alias   | D'azur à la croix d'argent frettée de gueules, qui est Broons. Anciennes armoiries : sur les armoiries de Guillemette de Milon, abbesse de Saint-Sulpice vers 1435, une des parties est blasonnée comme précédemment écrit. On trouve également ces armes sur le blason de la famille de Derval. |

| Blason de Brusvily | Blason  | D'azur à la bande d'argent accompagnée de deux molettes d'éperon du même. |
| Blason de Brusvily | Détails | Le statut officiel du blason reste à déterminer.                          |

| Blason de Bulat-Pestivien | Blason  | Vairé d'argent et de sable.                      |
| Blason de Bulat-Pestivien | Détails | Le statut officiel du blason reste à déterminer. |

Pas d'information pour les communes suivantes :Beaussais-sur-Mer, Le Bodéo, Bon Repos sur Blavet, Boqueho, La Bouillie, Brélidy, Bringolo
- Haut – A
- B
- C
- D
- E
- F
- G
- H
- I
- J
- K
- L
- M
- N
- O
- P
- Q
- R
- S
- T
- U
- V
- W
- X
- Y
- Z

## C
| Blason de Calanhel | Blason  | D'or à la montagne de trois coupeaux de gueules, sommée d'une tour de sable, chapé de sable, à deux mouchetures d'hermine de gueules brochant sur les traits du chapé. |
| Blason de Calanhel | Détails | Le statut officiel du blason reste à déterminer. |

| Blason de Callac | Blason  | D'argent aux trois chevrons de gueules.          |
| Blason de Callac | Détails | Le statut officiel du blason reste à déterminer. |

| Blason de Calorguen | Blason  | D'azur aux six billettes d'argent ordonnées 3, 2 et 1, au chef de gueules soutenu d'or et chargé de trois annelets du même. |
| Blason de Calorguen | Détails | Le statut officiel du blason reste à déterminer.                                                                            |

| Blason de Cambout (Le) | Blason  | De gueules à trois fasces échiquetées d'argent et d'azur de deux tires. |
| Blason de Cambout (Le) | Détails | Le statut officiel du blason reste à déterminer.                        |

| Blason de Canihuel | Blason  | Parti d'or et de sinople, à un rencontre de cerf de gueules brochant sur la partition, à la champagne voûtée d'azur chargée d'une moucheture d'hermine de sable*. |
| Blason de Canihuel | Détails | * Il y a là non-respect de la règle de contrariété des couleurs : ces armes sont fautives (sable sur azur). Adopté en décembre 2022.                              |

| Blason de Carnoët | Blason  | D'or à la montagne de trois coupeaux de gueules, sommée d'une tour de sable, chapé de gueules. |
| Blason de Carnoët | Détails | Le statut officiel du blason reste à déterminer.                                               |

| Blason de Caulnes | Blason  | D'azur aux dix billettes d'argent vidées du champ, ordonnées 4, 3, 2 et 1. |
| Blason de Caulnes | Détails | Le statut officiel du blason reste à déterminer.                           |

| Blason de Cavan | Blason  | D'or à trois chouettes de sable.                                                                                                  |
| Blason de Cavan | Détails | Armes parlantes (kawan ou kaouan qui désigne en breton la chouette ou le hibou). Le statut officiel du blason reste à déterminer. |

| Blason de Champs-Géraux (Les) | Blason  | De gueules à la fasce d'argent chargée de trois merlettes de sable, accompagnée de trois têtes de loup arrachées d'or. |
| Blason de Champs-Géraux (Les) | Détails | Le statut officiel du blason reste à déterminer.                                                                       |

| Blason de Châtelaudren | Blason  | D'argent au pommier de sable pommé de gueules, au chef aussi de gueules chargé de trois mouchetures d'hermine d'or. |
| Blason de Châtelaudren | Détails | Présent sur le site internet de la commune                                                                          |

| Blason de Chèze (La) | Blason  | De gueules au lion couronné d'argent.            |
| Blason de Chèze (La) | Détails | Le statut officiel du blason reste à déterminer. |

| Blason de Coatréven | Blason  | Écartelé d'or et d'azur aux trois croissants de gueules brochant sur le tout. |
| Blason de Coatréven | Détails | Le statut officiel du blason reste à déterminer.                              |

| Blason de Coëtlogon | Blason  | De gueules à trois écussons d'argent chargés chacun de trois mouchetures d'hermine de sable. |
| Blason de Coëtlogon | Détails | Le statut officiel du blason reste à déterminer.                                             |

| Blason de Coëtmieux | Blason  | Parti : au 1er d'azur aux trois gerbes de blé d'or liées de sable, au 2e d'or au chêne de sinople. |
| Blason de Coëtmieux | Détails | Le statut officiel du blason reste à déterminer.                                                   |

| Blason de Cohiniac | Blason  | Écartelé : au 1er d'argent aux trois mouchetures d'hermine de sable mal ordonnées, au 2e d'azur au croissant d'or, au 3e d'azur à la barre d'or accompagnée de deux étoiles d'argent, au 4e d'argent à la chouette de sable becquée et membrée de gueules. |
| Blason de Cohiniac | Détails | Le statut officiel du blason reste à déterminer. |

| Blason de Collinée | Blason  | D'argent aux trois pommes de pin renversées de gueules. |
| Blason de Collinée | Détails | Le statut officiel du blason reste à déterminer.        |

| Blason de Corlay | Blason  | De gueules au lion d’or, la tête contournée, senestré en chef d’une étoile d'argent. |
| Blason de Corlay | Détails | Le statut officiel du blason reste à déterminer.                                     |

| Blason de Corseul | Blason  | De sinople à trois fusées de gueules accolées rangées de fasce, chargées chacune d'une moucheture d'hermine de sable, accompagnées de sept tourteaux de gueules, quatre rangés en chef et trois en pointe ordonnés 2 et 1.Armorial de France, p. 12691 |
| Blason de Corseul | Détails | * Il y a là non-respect de la règle de contrariété des couleurs : ces armes sont fautives (sable sur gueules et gueules sur sinople). Conflit avec la source:la mozaïque sur les ruines romaines (?? blason romain???) présente des losanges plutôt que des fusées, et semble bien mouvoir des flancs (bande losangée ?). de plus les tourteaux suivent les bords de l'écu (en orle ?) Le statut officiel du blason reste à déterminer. |

| Blason de Créhen | Blason  | Écartelé : au 1er et au 4e de gueules aux deux fusées d'hermine accompagnées de six tourteaux du même, trois rangés en chef, trois rangés en pointe, au 2e et au 3e d'azur aux onze billettes d'argent 4, 3, 4, sur le tout de sinople à la tour d'argent. |
| Blason de Créhen | Détails | Le statut officiel du blason reste à déterminer. |

Pas d'information pour les communes suivantes : Camlez, Caouënnec-Lanvézéac, Caurel (Côtes-d'Armor), La Chapelle-Blanche (Côtes-d'Armor), La Chapelle-Neuve (Côtes-d'Armor), Coadout, Coatascorn
- Haut – A
- B
- C
- D
- E
- F
- G
- H
- I
- J
- K
- L
- M
- N
- O
- P
- Q
- R
- S
- T
- U
- V
- W
- X
- Y
- Z

## D
| Blason de Dinan | Blason  | De gueules au château donjonné de trois tourelles d'or, au chef d'hermine. |
| Blason de Dinan | Détails | Le statut officiel du blason reste à déterminer.                           |

| Blason de Dolo | Blason  | De gueules aux dix billettes d'argent ordonnées 4, 3, 2 et 1. |
| Blason de Dolo | Détails | Le statut officiel du blason reste à déterminer.              |

| Blason de Duault | Blason  | D'argent au lion de sinople couronné d'or, armé et lampassé de gueules. |
| Blason de Duault | Détails | Le statut officiel du blason reste à déterminer.                        |

- Haut – A
- B
- C
- D
- E
- F
- G
- H
- I
- J
- K
- L
- M
- N
- O
- P
- Q
- R
- S
- T
- U
- V
- W
- X
- Y
- Z

## E
| Blason de Éréac | Blason  | D'or au chef de sable.                           |
| Blason de Éréac | Détails | Le statut officiel du blason reste à déterminer. |

| Blason de Erquy | Blason  | De sinople à la sirène d'or, les cheveux flottants, les bras et la queue tournés vers senestre évoquant la lettre E capitale, au chef d'hermine. |
| Blason de Erquy | Détails | Le statut officiel du blason reste à déterminer.                                                                                                 |

| Blason de Étables-sur-Mer | Blason  | Gironné d'argent et de gueules.                  |
| Blason de Étables-sur-Mer | Détails | Le statut officiel du blason reste à déterminer. |

| Blason de Évran | Blason  | D'azur aux dix billettes d'argent ordonnées 4, 3, 2 et 1. |
| Blason de Évran | Détails | Le statut officiel du blason reste à déterminer.          |

- Haut – A
- B
- C
- D
- E
- F
- G
- H
- I
- J
- K
- L
- M
- N
- O
- P
- Q
- R
- S
- T
- U
- V
- W
- X
- Y
- Z

## F
| Blason de Fréhel | Blason  | Parti : au 1er de sinople aux cinq cotices de tenné en barre, au chef de sable chargé de quatre burelles d'argent et d'un canton du même surchargé de onze mouchetures d'hermine aussi de sable ordonnées 4, 3 et 4, au 2e coupé au I tiercé en fasce, chaque fasce d'argent coupée d'azur en forme de trois vaguelettes en volute déferlant vers dextre, et au II tiercé en fasce d'azur, d'or et de sinople à l'arbre arraché au naturel brochant sur le tout accosté en chef à senestre d'un oiseau volant d'argent. |
| Blason de Fréhel | Détails | Le statut officiel du blason reste à déterminer. |

Pas d'information pour les communes suivantes : Le Faouët (Côtes-d'Armor), La Ferrière (Côtes-d'Armor), Le Fœil
- Haut – A
- B
- C
- D
- E
- F
- G
- H
- I
- J
- K
- L
- M
- N
- O
- P
- Q
- R
- S
- T
- U
- V
- W
- X
- Y
- Z

## G
| Blason de Gomené | Blason  | D'argent à la fleur de lys de sable.             |
| Blason de Gomené | Détails | Le statut officiel du blason reste à déterminer. |

| Blason de Gouarec | Blason  | D'argent au poisson d'azur posé en pal, au chef de gueules chargé de trois macles d'or. |
| Blason de Gouarec | Détails | Le statut officiel du blason reste à déterminer.                                        |

| Blason de Goudelin | Blason  | D'azur à l'épée basse d'argent au pommeau d'or.  |
| Blason de Goudelin | Détails | Le statut officiel du blason reste à déterminer. |

| Blason de Gouray (Le) | Blason  | Burelé d'or et de gueules.                       |
| Blason de Gouray (Le) | Détails | Le statut officiel du blason reste à déterminer. |

| Blason de Guenroc | Blason  | De gueules aux trois rocs d'échiquier d'or, à la bordure du même.                  |
| Blason de Guenroc | Détails | Guenroc : Armes parlantes (rocs). Le statut officiel du blason reste à déterminer. |

| Blason de Guingamp | Blason  | Fascé d'argent et d'azur de quatre pièces.       |
| Blason de Guingamp | Détails | Le statut officiel du blason reste à déterminer. |

| Blason de Guitté | Blason  | D'azur à la croix d'argent.                      |
| Blason de Guitté | Détails | Le statut officiel du blason reste à déterminer. |

Pas d'information pour les communes suivantes : Gausson, Glomel, Gommenec'h, Grâce-Uzel, Grâces (Côtes-d'Armor), Gurunhuel
- Haut – A
- B
- C
- D
- E
- F
- G
- H
- I
- J
- K
- L
- M
- N
- O
- P
- Q
- R
- S
- T
- U
- V
- W
- X
- Y
- Z

## H
| Blason de Harmoye (La) | Blason  | D'or à la croix engrêlée d'azur.                 |
| Blason de Harmoye (La) | Détails | Le statut officiel du blason reste à déterminer. |

| Blason de Hénanbihen | Blason  | D'or à la barre d'azur chargée d'une croix ancrée de gueules posée à plomb et accostée de deux épis liés d'or et d'un rameau de cerisier de sinople fruité de gueules, la barre est accompagnée de deux mouchetures d'hermine de gueules, l'une en flanc dextre soutenant un dolmen de sable, l'autre à senestre soutenue d'une jument contournée et de son poulain, au naturel. |
| Blason de Hénanbihen | Détails | * Il y a là non-respect de la règle de contrariété des couleurs : ces armes sont fautives (gueules sur azur). Le statut officiel du blason reste à déterminer. |

| Blason de Hénansal | Blason  | De gueules aux quatre fusées d'argent rangées en fasce, chargées chacune d'une moucheture d'hermine de sable, accompagnées de cinq besants aussi d'argent 3 et 2, chargés chacun d'une moucheture d'hermine de sable. |
| Blason de Hénansal | Détails | Le statut officiel du blason reste à déterminer. |

| Blason de Hengoat | Blason  | De sable à l'aigle d'argent.                     |
| Blason de Hengoat | Détails | Le statut officiel du blason reste à déterminer. |

| Blason de Hermitage-Lorge (L') | Blason  | D'argent à la bande d'azur.                      |
| Blason de Hermitage-Lorge (L') | Détails | Le statut officiel du blason reste à déterminer. |

| Blason de Hillion | Blason  | De gueules à la bande d'argent chargée de trois mouchetures d'hermine de sable. |
| Blason de Hillion | Détails | Le statut officiel du blason reste à déterminer.                                |

| Blason de Hinglé (Le) | Blason  | D'argent aux trois têtes de Maure de sable tortillées d'or. |
| Blason de Hinglé (Le) | Détails | Le statut officiel du blason reste à déterminer.            |

Pas d'information pour les communes suivantes : Le Haut-Corlay, Hémonstoir, Hénon
- Haut – A
- B
- C
- D
- E
- F
- G
- H
- I
- J
- K
- L
- M
- N
- O
- P
- Q
- R
- S
- T
- U
- V
- W
- X
- Y
- Z

## I
| Blason de Île-de-Bréhat | Blason  | D’hermine à la barre de gueules.                 |
| Blason de Île-de-Bréhat | Détails | Le statut officiel du blason reste à déterminer. |

Pas d'information pour les communes suivantes :  Illifaut

## J
| Blason de Jugon-les-Lacs | Blason  | D'hermine au château de gueules ajouré et maçonné de sable. |
| Blason de Jugon-les-Lacs | Détails | Le statut officiel du blason reste à déterminer.            |

- Haut – A
- B
- C
- D
- E
- F
- G
- H
- I
- J
- K
- L
- M
- N
- O
- P
- Q
- R
- S
- T
- U
- V
- W
- X
- Y
- Z

## K
| Blason de Kermaria-Sulard | Blason  | D'argent à trois fasces de sable, au lion d'or brochant. Devise / CriJoie et fraternité              |
| Blason de Kermaria-Sulard | Détails | Inspiré des armes de la famille de Kerimel, originaire de Kermaria-Sulard. Adopté le 2 février 2018. |

Pas d'information pour les communes suivantes :  Kerbors, Kerfot, Kergrist-Moëlou, Kerien, Kermoroc'h, Kerpert

## L
| Blason de Lamballe | Blason  | Écartelé : au 1er et au 4e d'azur aux trois gerbes de blé liées de gueules, au 2e et au 3e d'hermine à la bordure de gueules. Note : le blason retenu par la municipalité le 16 novembre 1994, affiché sur le site de la commune, présente un écartelé « inverse » à celui-ci contre (savoir au 1 et au 4 d'hermine et au 2 et au 3 d'azur). |
| Blason de Lamballe | Détails | Le statut officiel du blason reste à déterminer. |

| Blason de Lancieux | Blason  | Parti d'azur et de gueules à la sirène du lieu d'or brochant en fasce sur la partition, au chef d'hermine,. |
| Blason de Lancieux | Détails | Le statut officiel du blason reste à déterminer.                                                            |

| Blason de Landéhen | Blason  | D'azur aux deux fasces d'argent et aux deux pals de sable brochant sur le tout. |
| Blason de Landéhen | Détails | Le statut officiel du blason reste à déterminer.                                |

| Blason de Langourla | Blason  | D'azur aux trois bandes d'or.                    |
| Blason de Langourla | Détails | Le statut officiel du blason reste à déterminer. |

| Blason de Langrolay-sur-Rance | Blason  | D'argent aux dix billettes d'azur ordonnées 4, 3, 2 et 1. |
| Blason de Langrolay-sur-Rance | Détails | Le statut officiel du blason reste à déterminer.          |

| Blason de Languédias | Blason  | D'azur à la fasce nouée d'or accompagnée de trois coquilles d'argent. |
| Blason de Languédias | Détails | Le statut officiel du blason reste à déterminer.                      |

| Blason de Languenan | Blason  | Taillé : au 1er de gueules au lion couronné d'or, au 2e d'hermine à l'araucaria de sinople, à la feuille de scie [cotice en barre vivrée par le haut] d'or, posée en barre et brochant sur la partition. |
| Blason de Languenan | Détails | Le statut officiel du blason reste à déterminer. |

| Blason de Lanleff | Blason  | D'azur au temple du lieu d'argent.               |
| Blason de Lanleff | Détails | Le statut officiel du blason reste à déterminer. |

| Blason de Lanloup | Blason  | D'azur aux six annelets d'argent ordonnés 3, 2 et 1. |
| Blason de Lanloup | Détails | Le statut officiel du blason reste à déterminer.     |

| Blason de Lannebert | Blason  | Parti de un, coupé ondé de un, au 1) d'azur à une roue de moulin d'or et à un poisson d'argent brochant en pointe, au 2) d'argent à un glaive versé d'azur, emmanché de gueules et passé en sautoir avec une rose de jardin au naturel, au 3) d'argent à trois mouchetures d'hermine de sable, au 4) de gueules à trois annelets d'argent. |
| Blason de Lannebert | Détails | Créé par J.-F. Binon. Adopté en 2022. |

| Blason de Lannion | Blason  | D'azur à l'agneau pascal couché d'argent, portant une croix haute d'or au guidon de gueules chargé de l'inscription « LAUS DEO » en lettres capitales aussi d'or. |
| Blason de Lannion | Détails | Lannion : Armes parlantes. (jeu de mots : Lannion et l’agneau) Le statut officiel du blason reste à déterminer.                                                   |

| Blason de Lanrelas | Blason  | D'azur aux dix billettes d'argent vidées du champ, ordonnées 4, 3, 2 et 1. |
| Blason de Lanrelas | Détails | Le statut officiel du blason reste à déterminer.                           |

| Blason de Lanvallay | Blason  | D'azur au pont d'argent de deux arches, l'une à dextre et l'autre au centre, chargé de trois mouchetures d'hermine de sable et surmonté à senestre d'une plante de digitale [Digitalis purpurea] au naturel posée en bande, au franc-quartier d'azur chargé de sept losanges d'argent ordonnées 3, 3 et 1. |
| Blason de Lanvallay | Détails | Le statut officiel du blason reste à déterminer. |
| Blason de Lanvallay | Alias   | D'azur, à sept losanges accolées d'argent, posées 3, 3, 1. |

| Blason de Lanvollon | Blason  | De gueule au chef d'hermines.                    |
| Blason de Lanvollon | Détails | Le statut officiel du blason reste à déterminer. |

| Blason de Laurenan | Blason  | Écartelé : au 1er et au 4e de gueules aux trois écussons d'hermine, au 2e de sable aux sept macles accolées d'argent ordonnées 3, 3 et 1, au 3e d'argent aux trois merlettes de sable. |
| Blason de Laurenan | Détails | Le statut officiel du blason reste à déterminer. |

| Blason de Léhon | Blason  | De gueules à la bande d'hermine, accompagnée en chef d'une crosse d'or et en pointe d'un château de trois tours du même. |
| Blason de Léhon | Détails | Le statut officiel du blason reste à déterminer.                                                                         |

| Blason de Lézardrieux | Blason  | Fascé d'argent et de sable de six pièces, la pièce du chef chargée de trois molettes aussi de sable. |
| Blason de Lézardrieux | Détails | Le statut officiel du blason reste à déterminer.                                                     |

| Blason de Locarn | Blason  | Burelé d'argent et de gueules.                   |
| Blason de Locarn | Détails | Le statut officiel du blason reste à déterminer. |

| Blason à dessiner | Blason  | Parti : au 1er d'argent au loup assis de sable en chef, au 2e de sinople à la paire de sabots d'or en pointe, rangés en bande et celui de senestre branchant sur l'autre, au bâton de prieur d'or brochant en barre sur le tout. |
| Blason à dessiner | Détails | Le statut officiel du blason reste à déterminer. |

| Blason de Loguivy-Plougras | Blason  | D'argent à la croix pattée et alésée de gueules à dextre et à la croix ancrée de sable accompagnée de trois coquilles de gueules à senestre, le tout surmonté d'un sanglier de sable. |
| Blason de Loguivy-Plougras | Détails | Le statut officiel du blason reste à déterminer. |

| Blason de Louannec | Blason  | Parti : au 1er bandé d'or et de gueules à la gerbe de blé d'argent brochant sur le tout, au 2e d'azur au chevron d'argent accompagné en chef d'une sterne de sable et en pointe de trois besants aussi d'argent mal ordonnés, le tout sommé d'un chef d'argent chargé de cinq mouchetures d'hermine de sable. |
| Blason de Louannec | Détails | * Il y a là non-respect de la règle de contrariété des couleurs : ces armes sont fautives (sable sur azur). Le statut officiel du blason reste à déterminer. |

| Blason de Loudéac | Blason  | D'azur aux trois fusées d'argent, au chef cousu de gueules chargé de trois macles d'or.                                                                        |
| Blason de Loudéac | Détails | * Il y a là non-respect de la règle de contrariété des couleurs : ces armes sont fautives (gueules sur azur). Le statut officiel du blason reste à déterminer. |

Pas d'information pour les communes suivantes : Landebaëron, Landébia, Lanfains, Langast, Langoat, Langueux, Laniscat, Lanmérin, Lanmodez, Lanrivain, Lanrodec, Lantic, Lanvellec, Lescouët-Gouarec, Le Leslay, Lohuec, Loscouët-sur-Meu, Louargat. La Landec porte un pseudo blason.
- Haut – A
- B
- C
- D
- E
- F
- G
- H
- I
- J
- K
- L
- M
- N
- O
- P
- Q
- R
- S
- T
- U
- V
- W
- X
- Y
- Z

## M
| Blason de Maël-Carhaix | Blason  | Parti : au 1er d'hermine à trois fasces de gueules, au 2e d'or à un lion de gueules armé et lampassé d'azur. |
| Blason de Maël-Carhaix | Détails | Le statut officiel du blason reste à déterminer.                                                             |

| Blason de La Malhoure | Blason  | De gueules au lévrier colleté et bouclé, soutenu d'une moucheture d'hermine accostée de deux épis de seigle ployés et croisés en pointe, le tout d'argent. |
| Blason de La Malhoure | Détails | Le statut officiel du blason reste à déterminer. |

| Blason de Matignon | Blason  | D'or à deux fasces nouées de gueules, accompagnées de neuf merlettes du même ordonnées en orle 4, 2 et 3. Devise / CriLiesse à Matignon. |
| Blason de Matignon | Détails | Le statut officiel du blason reste à déterminer.                                                                                         |

| Blason de Méaugon (La) | Blason  | D'azur au pont droit d'une arche et deux demies d'argent délimitant un chef d'or chargé d'un cœur de gueules à dextre et d’une branche de houx feuillée de trois pièces de sinople et fruitée de gueules, à la champagne d'or ployée et haussée à senestre, le tout adextré de gueules chargé de trois macles d'or. |
| Blason de Méaugon (La) | Détails | Le statut officiel du blason reste à déterminer. |

| Blason de Merdrignac | Blason  | D'or au lion couronné de gueules.                |
| Blason de Merdrignac | Détails | Le statut officiel du blason reste à déterminer. |

| Blason de Mégrit | Blason  | D'argent à l'épervier essorant de sable armé, becqué, longé et grilleté d'or. |
| Blason de Mégrit | Détails | Le statut officiel du blason reste à déterminer.                              |

| Blason de Moncontour | Blason  | De gueules au lion d'argent, armé, lampassé et couronné d'or, au chef d'hermine. |
| Blason de Moncontour | Détails | Le statut officiel du blason reste à déterminer.                                 |

| Blason de Mûr-de-Bretagne | Blason  | D'azur à la croix engrêlée d'or, le premier canton de gueules chargé de quatre macles d'argent posées 2, 2. |
| Blason de Mûr-de-Bretagne | Détails | Le statut officiel du blason reste à déterminer.                                                            |

Pas d'information pour les communes suivantes : Maël-Pestivien, Magoar, Mantallot, Mellionnec, Mérillac, Merléac, Le Merzer, Meslin, Minihy-Tréguier, Morieux, La Motte (Côtes-d'Armor), Moustéru, Le Moustoir (Côtes-d'Armor)
- Haut – A
- B
- C
- D
- E
- F
- G
- H
- I
- J
- K
- L
- M
- N
- O
- P
- Q
- R
- S
- T
- U
- V
- W
- X
- Y
- Z

## N
Pas d'information pour les communes suivantes : Noyal (Côtes-d'Armor)

## P
| Blason de Paimpol | Blason  | D'azur au vaisseau de trois mâts d'argent avec son ancre du même pendant à dextre. |
| Blason de Paimpol | Détails | Le statut officiel du blason reste à déterminer.                                   |

| Blason de Penguily | Blason  | D'argent aux trois fleurs de lys de gueules.     |
| Blason de Penguily | Détails | Le statut officiel du blason reste à déterminer. |

| Blason de Penvénan | Blason  | De sinople à trois chevrons d'argent remplis de gueules, accompagnés de trois abeilles d'or, au chef d'hermine. |
| Blason de Penvénan | Détails | Le statut officiel du blason reste à déterminer.                                                                |

| Blason de Perros-Guirec | Blason  | Écartelé d'or et d'azur, au chef aussi d'azur chargé de trois coquilles aussi d'or. |
| Blason de Perros-Guirec | Détails | Le statut officiel du blason reste à déterminer.                                    |

| Blason de Plaintel | Blason  | D'azur aux six billettes d'argent 3, 2 et 1, au chef d'hermine. |
| Blason de Plaintel | Détails | Le statut officiel du blason reste à déterminer.                |

| Blason de Plancoët | Blason  | D'argent au sautoir de sable cantonné de quatre roses de gueules. |
| Blason de Plancoët | Détails | Le statut officiel du blason reste à déterminer.                  |

| Blason de Planguenoual | Blason  | De gueules aux six billettes d'or 3, 2 et 1, au chef cousu d'azur chargé de quatre fleurs de lys aussi d'or.                                                   |
| Blason de Planguenoual | Détails | * Il y a là non-respect de la règle de contrariété des couleurs : ces armes sont fautives (azur sur gueules). Le statut officiel du blason reste à déterminer. |

| Blason de Plédran | Blason  | D'or aux sept macles d'azur, posées 3, 3, 1.     |
| Blason de Plédran | Détails | Le statut officiel du blason reste à déterminer. |

| Blason de Pléhédel | Blason  | Écartelé : aux 1er et 4e de gueules à une molette d'argent, aux 2e et 3e d'azur plein. |
| Blason de Pléhédel | Détails | Le statut officiel du blason reste à déterminer.                                       |

| Blason de Plélan-le-Petit | Blason  | D'azur fretté d'argent au croissant de gueules brochant en chef. |
| Blason de Plélan-le-Petit | Détails | Le statut officiel du blason reste à déterminer.                 |

| Blason de Plélo | Blason  | De gueules au léopard d'argent, au franc-canton senestre d'or chargé d'un chevron du champ. |
| Blason de Plélo | Détails | Le statut officiel du blason reste à déterminer.                                            |

| Blason de Plémet | Blason  | De gueules aux cinq molettes d'or ordonnées 2, 2 et 1. |
| Blason de Plémet | Détails | Le statut officiel du blason reste à déterminer.       |

| Blason de Pléneuf-Val-André | Blason  | Coupé : au 1er de sable, au léopard d'argent accompagné de sept coquilles de même, ordonnées 4 et 3, au 2e de gueules fretté d'argent. |
| Blason de Pléneuf-Val-André | Détails | Le statut officiel du blason reste à déterminer.                                                                                       |

| Blason de Plérin | Blason  | D'or aux sept macles d'azur, posées 3, 1, 3.     |
| Blason de Plérin | Détails | Le statut officiel du blason reste à déterminer. |

| Blason de Plessix-Balisson | Blason  | De gueules aux deux léopards d'or passant l'un sur l'autre. |
| Blason de Plessix-Balisson | Détails | Le statut officiel du blason reste à déterminer.            |

| Blason de Plestin-les-Grèves | Blason  | D'argent au chevron de sable accompagné de trois étoiles du même. |
| Blason de Plestin-les-Grèves | Détails | Le statut officiel du blason reste à déterminer.                  |

| Blason de Pleudihen-sur-Rance | Blason  | D'azur à l'épée d'argent posée en bande, accompagnée à senestre d'un poignard du même en pal, au chef d'hermine. |
| Blason de Pleudihen-sur-Rance | Détails | Le statut officiel du blason reste à déterminer.                                                                 |
| Blason de Pleudihen-sur-Rance | Alias   | D'or au chef denché de six pièces de sable.                                                                      |

| Blason de Pleumeur-Bodou | Blason  | D'azur aux ondes d'argent surmontées d'une étoile d'or à quatre branches. |
| Blason de Pleumeur-Bodou | Détails | Le statut officiel du blason reste à déterminer.                          |

| Blason de Plœuc-sur-Lié | Blason  | D'hermine aux trois chevrons de gueules.         |
| Blason de Plœuc-sur-Lié | Détails | Le statut officiel du blason reste à déterminer. |

| Blason de Plorec-sur-Arguenon | Blason  | D'azur fretté d'hermines                                                       |
| Blason de Plorec-sur-Arguenon | Détails | Armoiries du comté de Ploret. Le statut officiel du blason reste à déterminer. |

| Blason de Plouagat | Blason  | De gueules à la fasce d'argent accompagnée de trois quintefeuilles du même. |
| Blason de Plouagat | Détails | Le statut officiel du blason reste à déterminer.                            |

| Blason de Plouaret | Blason  | Bandé d’or et de sable de six pièces, à un franc-quartier vairé d’argent et de gueules. |
| Blason de Plouaret | Détails | Le statut officiel du blason reste à déterminer.                                        |

| Blason de Plouasne | Blason  | Bandé d'argent et de gueules de huit pièces.     |
| Blason de Plouasne | Détails | Le statut officiel du blason reste à déterminer. |

| Blason de Ploubalay | Blason  | D'argent à la bande de gueules chargée de trois macles d'or et surmontée d'un lion de gueules armé, lampassé et couronné d'or. |
| Blason de Ploubalay | Détails | Le statut officiel du blason reste à déterminer.                                                                               |

| Blason de Plouëc-du-Trieux | Blason  | Écartelé : au 1er et au 4e de gueules aux six quintefeuilles d'or ordonnées 3, 2 et 1, au 2e et au 3e d'argent au sautoir de gueules cantonné de quatre billettes du même. |
| Blason de Plouëc-du-Trieux | Détails | Attention : il semble y avoir une confusion avec le blason de Plouër-sur-Rance (cf. Régis de Saint-Jouan, 1990, p. 508 ; et Froger et Pressensé, 2008, p. 46). La commune de Plouëc n'utilise qu'un logo. Observation JC Even. 05.07.2010. Le statut officiel du blason reste à déterminer. |

| Blason de Plouër-sur-Rance | Blason  | Écartelé : au 1er et au 4e de gueules aux six quintefeuilles d'or ordonnés 3, 2 et 1, au 2e et au 3e d'argent au sautoir de gueules cantonné de quatre billettes du même. |
| Blason de Plouër-sur-Rance | Détails | Le statut officiel du blason reste à déterminer. |

| Blason de Plouézec | Blason  | D'azur au navire de trois mâts d'or habillé et flammé d'argent, voguant sur une mer de sinople, au chef d'hermine.                                             |
| Blason de Plouézec | Détails | * Il y a là non-respect de la règle de contrariété des couleurs : ces armes sont fautives (sinople sur azur). Le statut officiel du blason reste à déterminer. |

| Blason de Ploufragan | Blason  | D'azur aux trois coquilles d'argent, au chef cousu de gueules chargé de trois macles d'or.                                                                     |
| Blason de Ploufragan | Détails | * Il y a là non-respect de la règle de contrariété des couleurs : ces armes sont fautives (gueules sur azur). Le statut officiel du blason reste à déterminer. |

| Blason de Plougonver | Blason  | Mi-parti : au 1er vairé d'or et de gueules, au 2e de gueules à la croix alésée d'or. |
| Blason de Plougonver | Détails | Le statut officiel du blason reste à déterminer.                                     |

| Blason de Plougras | Blason  | D'argent à la croix pattée de gueules.           |
| Blason de Plougras | Détails | Le statut officiel du blason reste à déterminer. |

| Blason de Plouguenast | Blason  | De gueules au sautoir d'or.                      |
| Blason de Plouguenast | Détails | Le statut officiel du blason reste à déterminer. |

| Blason de Plouha | Blason  | Parti : au 1er de gueules aux sept macles d'or ordonnées 3, 3 et 1, au 2e d'azur aux sept besants aussi d'or ordonnés 3, 3 et 1 et surmontés d'un chef du même.[réf. nécessaire] |
| Blason de Plouha | Détails | Le statut officiel du blason reste à déterminer. |
| Blason de Plouha | Alias   | Parti : au 1er de gueules à deux macles d'or et trois demies, au 2e d'azur à deux besants d'or et trois demis, à un chef du même. D'après Régis de Saint-Jouan dans son Dictionnaire des communes (Département des Côtes-d'Armor, 1990), Plouha avait été représenté en 1882 dans la décoration de la salle du Conseil général de l'ancienne préfecture par les armes suivantes : mi-parti de Rohan et de Melun. « En effet la famille de Rohan (les macles), puis à partir de la fin du XVIIe siècle, celle de Melun (les besants et le chef) ont possédé le seigneurie de Plouha sous l'Ancien Régime. » |

| Blason de Ploumanac'h | Blason  | D’azur à l’oratoire de saint Guirec d’argent, au chef du même chargé de trois mouchetures d’hermine de sable alternant avec deux cœurs de gueules. |
| Blason de Ploumanac'h | Détails | Ploumanac'h n'est pas une commune mais un quartier de Perros-Guirec. Le statut officiel du blason reste à déterminer.                              |

| Blason de Ploumilliau | Blason  | D'argent au léopard de sable surmonté de trois coquilles du même rangées en chef. |
| Blason de Ploumilliau | Détails | Le statut officiel du blason reste à déterminer.                                  |

| Blason de Plounévez-Quintin | Blason  | D'azur au chevron d'or accompagné de trois étoiles du même. |
| Blason de Plounévez-Quintin | Détails | Le statut officiel du blason reste à déterminer.            |

| Blason de Plourac'h | Blason  | D'azur à deux lions adossés d'or, lampassés de gueules, surmontés d'une fasce alésée d'argent chargée de cinq mouchetures d'hermine de sable et soutenus d'un arbre de sinople accosté de deux épis de blé d'orangé posés en bande à dextre et en barre à senestre. |
| Blason de Plourac'h | Détails | |

| Blason de Plourhan | Blason  | De gueules aux deux barres d'argent.             |
| Blason de Plourhan | Détails | Le statut officiel du blason reste à déterminer. |

| Blason de Plouvara | Blason  | Parti : au 1er coupé d'argent et de gueules au lion de l'un en l'autre, au 2e d'argent au chef denché de quatre pièces et deux demies de gueules. |
| Blason de Plouvara | Détails | Le statut officiel du blason reste à déterminer.                                                                                                  |

| Blason de Pludual | Blason  | D'or à la croix engrêlée d'azur chargée en cœur d'un poisson d'argent. |
| Blason de Pludual | Détails | Le statut officiel du blason reste à déterminer.                       |

| Blason de Plufur | Blason  | De gueules aux trois quintefeuilles d'argent, à la bordure nébulée du même. |
| Blason de Plufur | Détails | Le statut officiel du blason reste à déterminer.                            |

| Blason de Plumaudan | Blason  | D'argent au chevron de gueules accompagné de trois oiseaux du même. |
| Blason de Plumaudan | Détails | Le statut officiel du blason reste à déterminer.                    |

| Blason de Plumaugat | Blason  | D'argent aux trois bandes d'azur.                |
| Blason de Plumaugat | Détails | Le statut officiel du blason reste à déterminer. |

| Blason de Plusquellec | Blason  | D'argent aux trois chevrons de gueules, au chef d'azur chargé de deux burelles d'or. |
| Blason de Plusquellec | Détails | Le statut officiel du blason reste à déterminer.                                     |

| Blason de Pluzunet | Blason  | D'or à la devise de sable et à la vergette d'azur brochant sur la devise, à l'étai d'argent brochant sur le tout. |
| Blason de Pluzunet | Détails | Le statut officiel du blason reste à déterminer.                                                                  |

| Blason de Pontrieux | Blason  | De gueules à la croix engrêlée d'or.             |
| Blason de Pontrieux | Détails | Le statut officiel du blason reste à déterminer. |

| Blason de Pouldouran | Blason  | D'azur aux dix billettes d'or ordonnées 4, 3, 2 et 1, au franc-canton de gueules chargé d'un lion d'argent. |
| Blason de Pouldouran | Détails | Le statut officiel du blason reste à déterminer.                                                            |

Pas d'information pour les communes suivantes : Pabu, Paule (Côtes-d'Armor), Pédernec, Perret (Côtes-d'Armor), Peumerit-Quintin, Plaine-Haute, Pléboulle, Plédéliac, Pléguien, Plélauff, Plémy, Plénée-Jugon, Plerneuf, Plésidy, Pleslin-Trigavou, Plessala, Plestan, Pleubian, Plœuc-L'Hermitage, Pleudaniel, Pleumeur-Gautier, Pléven, Plévenon, Plévin, Ploëzal, Ploubazlanec, Ploubezre, Plougrescant, Plouguernével, Plouguiel, Plouisy, Ploulec'h, Ploumagoar, Plounérin, Plounévez-Moëdec, Plourivo, Plouzélambre, Pluduno, Plumieux, Plurien, Plussulien, Pommeret, Pommerit-Jaudy, Pommerit-le-Vicomte, Pont-Melvez, Pordic, Prat, La Prénessaye
- Haut – A
- B
- C
- D
- E
- F
- G
- H
- I
- J
- K
- L
- M
- N
- O
- P
- Q
- R
- S
- T
- U
- V
- W
- X
- Y
- Z

## Q
| Blason de Quemper-Guézennec | Blason  | D'or à la croix engrêlée de gueules.             |
| Blason de Quemper-Guézennec | Détails | Le statut officiel du blason reste à déterminer. |

| Blason de Quévert | Blason  | Taillé : au 1er de sinople à la croix pattée alésée d'argent, au 2e de gueules à la roue dentée d'or, à la cotice en barre d'argent chargée de cinq mouchetures d'hermine de sable brochant sur la partition, le tout sommé d'un chef d'argent fretté d'azur de huit pièces. |
| Blason de Quévert | Détails | Le statut officiel du blason reste à déterminer. |

| Blason de Quintin | Blason  | D'argent au chef de gueules chargé d'un lambel d'or. |
| Blason de Quintin | Détails | Le statut officiel du blason reste à déterminer.     |

| Blason de Le Quiou | Blason  | D'azur à la barre d'or semée de mouchetures d'hermine de sable posées en fasce et rangées en pal, au franc-canton de gueules* chargé d'une fasce accompagnée de six billettes rangées en fasce, trois en chef et trois en pointe tous d'or, le tout accompagnée en pointe d'une scutelle (oursin fossile) du même. * Il y a là non-respect de la règle de contrariété des couleurs : ces armes sont fautives (gueules sur azur).. |
| Blason de Le Quiou | Détails | Le statut officiel du blason reste à déterminer. |

Pas d'information pour les communes suivantes : Quemperven, Quessoy, Le Quillio, Quintenic
- Haut – A
- B
- C
- D
- E
- F
- G
- H
- I
- J
- K
- L
- M
- N
- O
- P
- Q
- R
- S
- T
- U
- V
- W
- X
- Y
- Z

## R
| Blason de Roche-Derrien (La) | Blason  | D'argent au lion de gueules.                     |
| Blason de Roche-Derrien (La) | Détails | Le statut officiel du blason reste à déterminer. |

| Blason de Roche-Jaudy (La) | Blason  | D'argent au lion contourné de gueules.           |
| Blason de Roche-Jaudy (La) | Détails | Le statut officiel du blason reste à déterminer. |

| Blason de Rostrenen | Blason  | D'hermine aux trois fasces de gueules.           |
| Blason de Rostrenen | Détails | Le statut officiel du blason reste à déterminer. |

| Blason de Rouillac | Blason  | D'azur aux trois pots à eau d'argent.            |
| Blason de Rouillac | Détails | Le statut officiel du blason reste à déterminer. |

Pas d'information pour les communes suivantes : Rospez, Ruca, Runan
- Haut – A
- B
- C
- D
- E
- F
- G
- H
- I
- J
- K
- L
- M
- N
- O
- P
- Q
- R
- S
- T
- U
- V
- W
- X
- Y
- Z

## S
| Blason de Saint-Alban | Blason  | De sinople au portail de la chapelle Saint-Jacques du lieu d'argent, maçonné de sable, soutenu de deux épis de blé d'or courbés, les tiges passées en sautoir en pointe. |
| Blason de Saint-Alban | Détails | Le statut officiel du blason reste à déterminer. |

| Blason de Saint-Brandan | Blason  | Écartelé : au 1er d'or au chevron de gueules accompagné de trois étoiles du même, au 2e d'azur à la croix engrêlée d'or cantonnée en chef à senestre d'une étoile de quatre rais d'argent, au 3e de sable au lion d'argent, au 4e d'azur aux sept quintefeuilles d'or ordonnées 3, 3 et 1, sur le tout d'argent au chevron alésé de gueules. |
| Blason de Saint-Brandan | Détails | Le statut officiel du blason reste à déterminer. |

| Blason de Saint-Brieuc | Blason  | D'azur au griffon rampant d'or, armé, becqué et lampassé de gueules. |
| Blason de Saint-Brieuc | Détails | Blason officiel de la ville depuis 1698.                             |

| Blason à dessiner | Blason  | Écartelé : au 1er de gueules à neuf macles d'or ordonnées 3, 3 et 3, au 2e d'hermine plain, au 3e d'argent à la guivre d'azur couronnée d'or, à l'issant de gueules, au 4e de gueules à la croix ancrée d'argent ; sur le tout, parti : au 1er d'azur à neuf macles d'or ordonnées 3, 3 et 3, au 2e écartelé aux I et IV de gueules à la molette d'argent et aux II et III d'azur plain. |
| Blason à dessiner | Détails | Le statut officiel du blason reste à déterminer. |
| Blason à dessiner | Alias   | De gueules aux neuf macles d'or ordonnées 3, 3 et 3. Blason de la Maison de Rohan. |

| Blason de Saint-Carné | Blason  | D'azur semé de billettes d'argent à la bande brochante du même chargée de quatre mouchetures d'hermine de sable. |
| Blason de Saint-Carné | Détails | Le statut officiel du blason reste à déterminer.                                                                 |

| Blason de Saint-Cast-le-Guildo | Blason  | Parti : au 1er d'hermine plain, au 2e d'azur semé de fleurs de lys d'or, sur le tout de gueules à la cloche d'argent. |
| Blason de Saint-Cast-le-Guildo | Détails | Le statut officiel du blason reste à déterminer.                                                                      |

| Blason de Saint-Denoual | Blason  | De gueules aux onze billettes d'argent, posées 4, 3, 4. |
| Blason de Saint-Denoual | Détails | Le statut officiel du blason reste à déterminer.        |

| Blason de Saint-Étienne-du-Gué-de-l'Isle | Blason  | De gueules aux neuf macles d'or ordonnées 3, 3 et 3, à la bande d'argent brochant sur le tout. |
| Blason de Saint-Étienne-du-Gué-de-l'Isle | Détails | Le statut officiel du blason reste à déterminer.                                               |

| Blason de Saint-Gilles-les-Bois | Blason  | De gueules à sept coquilles d'argent, 3, 3 et 1. |
| Blason de Saint-Gilles-les-Bois | Détails | Le statut officiel du blason reste à déterminer. |

| Blason de Saint-Gilles-Pligeaux | Blason  | D'azur aux deux coquilles d'argent soutenues d'un croissant d'or et surmontées d'un lambel du même. |
| Blason de Saint-Gilles-Pligeaux | Détails | Le statut officiel du blason reste à déterminer.                                                    |

| Blason de Saint-Glen | Blason  | D'argent au lion de gueules, armé, lampassé et couronné de sable. |
| Blason de Saint-Glen | Détails | Le statut officiel du blason reste à déterminer.                  |

| Blason de Saint-Hélen | Blason  | Écartelé : au 1er d'azur au lion passant d'argent surmonté de deux fleurs de lys du même, au 2e d'argent à la fleur de lys florencée de sable, au 3e d'hermine plain, au 4e d'azur aux trois croissants d'argent, sur le tout de gueules au château donjonné d'argent, les trois tours couvertes et girouettées du même. |
| Blason de Saint-Hélen | Détails | Le statut officiel du blason reste à déterminer. |

| Blason de Saint-Jouan-de-l'Isle | Blason  | D'azur aux quatre fusées d'argent rangées en fasce. |
| Blason de Saint-Jouan-de-l'Isle | Détails | Le statut officiel du blason reste à déterminer.    |

| Blason de Saint-Judoce | Blason  | Écartelé d'azur et de sable, à la croix enhendée d'argent brochant sur la partition. |
| Blason de Saint-Judoce | Détails | Le statut officiel du blason reste à déterminer.                                     |

| Blason de Saint-Julien | Blason  | Parti : au 1er d'argent aux deux rinceaux de chêne de sinople passés en sautoir soutenus d'une jumelle ondée d'azur, au 2e fascé d'or et de gueules de six pièces, au chef d'hermine brochant sur le parti. |
| Blason de Saint-Julien | Détails | Le statut officiel du blason reste à déterminer. |

| Blason de Saint-Maden | Blason  | Échiqueté d'azur et d'argent.                    |
| Blason de Saint-Maden | Détails | Le statut officiel du blason reste à déterminer. |

| Blason de Saint-Martin-des-Prés | Blason  | D'azur à l'aigle d'or accompagnée de trois étoiles du même. |
| Blason de Saint-Martin-des-Prés | Détails | Le statut officiel du blason reste à déterminer.            |

| Blason de Saint-Maudan | Blason  | D'argent au sautoir de gueules.                  |
| Blason de Saint-Maudan | Détails | Le statut officiel du blason reste à déterminer. |

| Blason de Saint-Maudez | Blason  | Taillé : au 1er d'argent semé de mouchetures d'hermines au trait d'azur, au lion de gueules couronné d'or brochant, au 2e d'azur semé de mouchetures d'hermine et à saint Maudet auréolé issant de la pointe et tenant une crosse épiscopale, le tout d’azur au trait d'argent. |
| Blason de Saint-Maudez | Détails | Le statut officiel du blason reste à déterminer. |

| Blason de Saint-Méloir-des-Bois | Blason  | Taillé : au 1er de gueules à la borne miliaire romaine, perronnée de deux pièces, d'argent, mouvant de la partition et chargée des inscriptions de sable sur quatre lignes « VICTO RINO PIAVO NIO », au 2e d'or à l'if de sinople, à la barre de gueules chargée de cinq étoiles d'or percées du champ (molettes), ladite barre bordée à dextre d'argent et brochant sur la partition, le tout sommé d'un chef d'hermine. |
| Blason de Saint-Méloir-des-Bois | Détails | Officiel |
| Blason de Saint-Méloir-des-Bois | Alias   | De gueules aux dix molettes d'or ordonnées 4, 3, 2 et 1. |

| Blason de Saint-Michel-de-Plélan | Blason  | D'azur à la cotice d'argent accompagnée en chef d'une étoile d'or et en pointe d'une quintefeuille aussi d'argent. |
| Blason de Saint-Michel-de-Plélan | Détails | Le statut officiel du blason reste à déterminer.                                                                   |

| Blason de Saint-Michel-en-Grève | Blason  | D’azur à la cotice d'argent accompagnée en chef d'une étoile d'or et en pointe d'une quintefeuille du même. |
| Blason de Saint-Michel-en-Grève | Détails | Le statut officiel du blason reste à déterminer.                                                            |

| Blason de Saint-Nicolas-du-Pélem | Blason  | D'argent à la bande de gueules chargée de trois macles d'or. |
| Blason de Saint-Nicolas-du-Pélem | Détails | Le statut officiel du blason reste à déterminer.             |

| Blason de Saint-Pôtan | Blason  | Écartelé : aux 1er et 4e d'azur à trois fleurs de lis d'or, aux 2e et 3e d'argent au lion de gueules couronné d'or. |
| Blason de Saint-Pôtan | Détails | Depuis 1982 |
| Blason de Saint-Pôtan | Alias   | D'azur à la fasce d'argent accompagnée de trois fleurs de lys d'or. Blason de familles des Saint-Pôtan.             |

| Blason de Saint-Quay-Portrieux | Blason  | D'or à la nef de gueules équipée de sable, voguant sur des ondes d'azur mouvant de la pointe, au chef d'azur chargé d'une crosse issant du champ, accostée de six mouchetures d'hermine d'argent posées 2 et 1 à dextre et à senestre. |
| Blason de Saint-Quay-Portrieux | Détails | Le statut officiel du blason reste à déterminer. |

| Blason de Saint-Samson-sur-Rance | Blason  | Parti : au 1er coupé au I échiqueté d'argent et de gueules de quatre tires de cinq points et au II de gueules au chevron d'or, au 2e d'azur au menhir d'or penché en barre soutenu de cinq trangles ondées d'argent, sur le tout au chef d'hermine. |
| Blason de Saint-Samson-sur-Rance | Détails | Le statut officiel du blason reste à déterminer. |

| Blason de Sévignac | Blason  | D'argent aux trois haches d'armes de sable.      |
| Blason de Sévignac | Détails | Le statut officiel du blason reste à déterminer. |

| Blason de Squiffiec | Blason  | De sinople aux trois fleurs de sureau d'argent boutonnées d'or, à la bordure cousue d'azur, au chef d'hermine. |
| Blason de Squiffiec | Détails | * Il y a là non-respect de la règle de contrariété des couleurs : ces armes sont fautives (azur sur sinople). Armes parlantes (Squiffiec, Skinvieg en breton, signifie littéralement « l'endroit où abonde le sureau » et vient du breton « sfcav » (sureau)). Le statut officiel du blason reste à déterminer. |

Pas d'information pour les communes suivantes : Saint-Adrien (Côtes-d'Armor), Saint-Agathon, Saint-André-des-Eaux (Côtes-d'Armor), Saint-Barnabé (Côtes-d'Armor), Saint-Bihy, Saint-Carreuc, Saint-Clet (Côtes-d'Armor), Saint-Connan, Saint-Connec, Saint-Donan, Saint-Fiacre (Côtes-d'Armor), Saint-Gelven, Saint-Gildas, Saint-Gilles-du-Mené, Saint-Gilles-Vieux-Marché, Saint-Gouéno, Saint-Guen, Saint-Hervé, Saint-Igeaux,Saint-Jacut-de-la-Mer(logo), Saint-Jacut-du-Mené, Saint-Jean-Kerdaniel, Saint-Juvat, Saint-Launeuc, Saint-Laurent (Côtes-d'Armor), Saint-Lormel, Saint-Mayeux, Saint-Nicodème, Saint-Péver, Saint-Quay-Perros, Saint-Rieul, Saint-Servais (Côtes-d'Armor), Saint-Thélo, Saint-Trimoël, Saint-Vran, Sainte-Tréphine, Senven-Léhart
- Haut – A
- B
- C
- D
- E
- F
- G
- H
- I
- J
- K
- L
- M
- N
- O
- P
- Q
- R
- S
- T
- U
- V
- W
- X
- Y
- Z

## T
| Blason de Taden | Blason  | D’azur à la barre d’or accompagné en chef d’une main dextre d’argent surmontée à dextre d’une étoile d’or et en pointe d’un cygne nageant d’argent. |
| Blason de Taden | Détails | Le statut officiel du blason reste à déterminer. |

| Blason de Tonquédec | Blason  | De gueules aux sept annelets d'argent 3, 3, 1.   |
| Blason de Tonquédec | Détails | Le statut officiel du blason reste à déterminer. |

| Blason de Tramain | Blason  | De gueules à la bande d'hermine accompagnée de trois molettes d'or, deux en chef rangées en bande et une en pointe.                                             |
| Blason de Tramain | Détails | * Il y a là non-respect de la règle de contrariété des couleurs : ces armes sont fautives (sens des hermines). Le statut officiel du blason reste à déterminer. |

| Blason de Trébédan | Blason  | De gueules à la bande d'hermine. |
| Blason de Trébédan | Détails | * Il y a là non-respect de la règle de contrariété des couleurs : ces armes sont fautives (sens des hermines). Le statut officiel du blason reste à déterminer. |

| Blason de Trébeurden | Blason  | De gueules à une hermine passante d'argent, accolée d'une écharpe d'hermine flottante et accompagnée de sept coquilles d'or, 4 en chef et 3 en pointe. Devise / Cri« ar mor eo ma flijaour » (s'attache qui m'aborde). |
| Blason de Trébeurden | Détails | Le statut officiel du blason reste à déterminer. |

| Blason de Trébrivan | Blason  | D'hermine aux trois fasces de gueules et d'un lambel d'azur brochant en chef. |
| Blason de Trébrivan | Détails | Le statut officiel du blason reste à déterminer.                              |

| Blason de Trédias | Blason  | De gueules à la croix d'argent cantonnée de quatre croissants du même. |
| Blason de Trédias | Détails | Le statut officiel du blason reste à déterminer.                       |

| Blason de Tréfumel | Blason  | Parti d'azur et d'argent à la divise ondée de l'un en l'autre surmontée à dextre d'une coquille de falun aussi d'argent et à senestre d'une fleur de lin au naturel d'azur tigée et feuillée de sinople, soutenue d'un calice d'or brochant sur la partition. |
| Blason de Tréfumel | Détails | Le statut officiel du blason reste à déterminer. |

| Blason de Trégastel | Blason  | D'azur aux trois fasces ondées d'or, au franc-quartier de gueules chargé d'une tour crénelée de quatre pièces d'argent et maçonnée de sable. |
| Blason de Trégastel | Détails | Le statut officiel du blason reste à déterminer.                                                                                             |

| Blason de Trégomeur | Blason  | Écartelé : au 1er d'argent aux trois haches d'armes de sable, celle de senestre contournée, au 2e d'azur aux sept macles d'argent ordonnées 3, 3 et 1, au franc-canton du même fretté de gueules, au 3e d'or à la fasce d'azur surmontée d'une merlette du même, au 4e de gueules à la croix d'argent cantonnée de quatre merlettes du même. |
| Blason de Trégomeur | Détails | Le statut officiel du blason reste à déterminer. |

| Blason de Trégon | Blason  | Divisé en chevron renversé : au 1er d'argent aux dix mouchetures d'hermine de sable ordonnées 4, 3, 2 et 1, au 2e de sinople à la gerbe de blé d'or liée de sable, au chevron ondé et renversé d'azur brochant sur la partition. |
| Blason de Trégon | Détails | Le statut officiel du blason reste à déterminer. |

| Blason de Trégrom | Blason  | Fascé ondé d'or et d'azur à sept annelets ordonnés 3, 3 et 1 brochants de l'un en l'autre. |
| Blason de Trégrom | Détails | Le statut officiel du blason reste à déterminer.                                           |

| Blason de Trégueux | Blason  | Tiercé en fasce : au 1er d’azur aux deux quintefeuilles d’or, au 2e d’hermine plain, au 3e de gueules à la quintefeuille aussi d’or. |
| Blason de Trégueux | Détails | Le statut officiel du blason reste à déterminer.                                                                                     |

| Blason de Tréguier | Blason  | D'azur au vaisseau équipé et habillé d'argent, surmonté à dextre d'un écusson du champ chargé de trois fleurs de lys d'or et à senestre d'un écusson d'hermine plain. |
| Blason de Tréguier | Détails | Le statut officiel du blason reste à déterminer. |

| Blason de Trélévern | Blason  | Bandé de gueules et d'hermine de six pièces.     |
| Blason de Trélévern | Détails | Le statut officiel du blason reste à déterminer. |

| Blason de Trélivan | Blason  | D'azur à la croix d'hermine.                     |
| Blason de Trélivan | Détails | Le statut officiel du blason reste à déterminer. |

| Blason de Trémargat | Blason  | Parti : au 1er d'hermine aux trois fasces de gueules, au 2e d'or à la hure de sanglier de sable défendue d'argent. |
| Blason de Trémargat | Détails | Le statut officiel du blason reste à déterminer.                                                                   |

| Blason de Trémel | Blason  | Écartelé : au 1er et au 4e d'azur au croissant d'or, au 2e et au 3e d'or à l'arbre d'azur. |
| Blason de Trémel | Détails | Le statut officiel du blason reste à déterminer.                                           |

| Blason de Tréméreuc | Blason  | Écartelé : au 1er d'argent à cinq mouchetures d'hermine de sable posées en sautoir, au 2e échiqueté en tires de 3 points de gueules et d'argent, au 3e) échiqueté aussi en tires de 3 points mais d'argent et de gueules, au 4e d'argent à une bute féodale, sommée d'un donjon du champ, maçonné et couvert de sable et mouvant d'une rivière zigzaguant d'azur d'un flanc à l'autre. |
| Blason de Tréméreuc | Détails | Le statut officiel du blason reste à déterminer. |
| Blason de Tréméreuc | Alias   | Échiqueté d'argent et de gueules (blason de Geoffroy de Tréméreuc, ancien seigneur du lieu) |

| Blason de Trémeur | Blason  | D'azur à saint Georges monté sur un cheval terrassant un dragon, le tout d'or. |
| Blason de Trémeur | Détails | Le statut officiel du blason reste à déterminer.                               |

| Blason de Tréméven | Blason  | D'azur à deux bourdons de pèlerin d'or passés en sautoir, cantonnés, en chef, d'une tour ruinée, ouverte et ajourée du champ et maçonnée de sable, aux flancs de deux coquilles d'argent et en pointe d'un poisson ployé en bande du même, à la champagne engrêlée d'argent chargée d'une moucheture d'hermine de sable, le tout enfermé dans une bordure cousue de gueules chargée de sept annelets d'argent. |
| Blason de Tréméven | Détails | Adopté en décembre 2021. |

| Blason de Trémuson | Blason  | D'azur au croissant d'or.                        |
| Blason de Trémuson | Détails | Le statut officiel du blason reste à déterminer. |

| Blason de Tréogan | Blason  | De gueules à trois coquilles d'or.               |
| Blason de Tréogan | Détails | Le statut officiel du blason reste à déterminer. |

| Blason de Tressignaux | Blason  | D'hermine aux trois fasces de sable.             |
| Blason de Tressignaux | Détails | Le statut officiel du blason reste à déterminer. |

| Blason de Tréveneuc | Blason  | De sinople à la fasce d’or accompagnée de trois casques du même tarés de profil. |
| Blason de Tréveneuc | Détails | Le statut officiel du blason reste à déterminer.                                 |

| Blason de Trévron | Blason  | Taillé ondé : au 1er d'azur à la croix celtique au pied élargi en tau d'or, au 2e de sinople à une grappe de gueules tigée, feuillée et vrillée d'argent, à la cotice en barre ondée d'argent brochant sur la partition, le tout sommé d'un chef d'hermine plain.               |
| Blason de Trévron | Détails | Modèle accepté par le conseil municipal de Trévron en 1995 avec ce blasonnement peu orthodoxe : écu barré d’une onde d’argent, au chef d’hermine sans nombre, en dextre d’azur timbré à la croix nimbée d’or, en sénestre de sinople à la grappe d’argent engrainée de gueules. |

| Blason de Trévou-Tréguignec | Blason  | D'argent à un léopard de sable accompagné de 6 merlettes du même, posées en orle. |
| Blason de Trévou-Tréguignec | Détails | Le statut officiel du blason reste à déterminer.                                  |

Pas d'information pour les communes suivantes : Trébry, Trédaniel, Trédarzec, Trédrez-Locquémeau, Tréduder, Treffrin, Tréglamus, Trégonneau, Tréguidel, Tréméloir, Trémorel, Trévé, Trévérec, Trézény, Troguéry
- Haut – A
- B
- C
- D
- E
- F
- G
- H
- I
- J
- K
- L
- M
- N
- O
- P
- Q
- R
- S
- T
- U
- V
- W
- X
- Y
- Z

## U
| Blason de Uzel | Blason  | D'azur aux trois besants d'or.                   |
| Blason de Uzel | Détails | Le statut officiel du blason reste à déterminer. |

## V
| Blason de Vicomté-sur-Rance (La) | Blason  | Écartelé : au 1er et au 4e contre-écartelé d'argent et de sable au lambel de quatre pendants de l'un en l'autre en chef, au 2e et au 3e d'or au chef endenté de sable. |
| Blason de Vicomté-sur-Rance (La) | Détails | Différences entre dessin et blasonnement : lambel. Le statut officiel du blason reste à déterminer.                                                                    |

| Blason de Vildé-Guingalan | Blason  | Parti de gueules et d'argent au chef d'hermine, à un écusson d'hermine posé en abîme chargé d'une croix du Temple alésée de gueules. |
| Blason de Vildé-Guingalan | Détails | Le statut officiel du blason reste à déterminer.                                                                                     |

Pas d'information pour les communes suivantes : Le Vieux-Bourg, Le Vieux-Marché
- Haut – A
- B
- C
- D
- E
- F
- G
- H
- I
- J
- K
- L
- M
- N
- O
- P
- Q
- R
- S
- T
- U
- V
- W
- X
- Y
- Z

## Y
| Blason de Yffiniac | Blason  | D'or au lion de gueules armé et lampassé d'azur. |
| Blason de Yffiniac | Détails | Le statut officiel du blason reste à déterminer. |

| Blason de Yvignac-la-Tour | Blason  | D'argent aux deux fasces de sable.               |
| Blason de Yvignac-la-Tour | Détails | Le statut officiel du blason reste à déterminer. |

Pas d'information pour les communes suivantes :  Yvias